# Cambrian II: Eternal Recurrence
Cambrian II: Eternal Recurrence è un singolo del gruppo musicale tedesco The Ocean, pubblicato il 24 ottobre 2018 come terzo estratto dall'ottavo album in studio Phanerozoic I: Palaeozoic.

## Descrizione
Il brano, che affronta il periodo del Cambriano, si caratterizza per svariati inserti di natura sia orchestrale che elettronica, con il cantante Loïc Rossetti che alterna growl ad altri momenti più melodici.

## Video musicale
In concomitanza con il lancio del singolo il gruppo ha reso disponibile anche il relativo video. Diretto da Craig Murray e realizzato in circa sei settimane, esso mostra Rossetti nei panni di una creatura ispirata al lichene del Cambriano realizzata mediante argilla e vari effetti in fase di post-produzione:
(Robin Staps)

## Tracce
Testi di Robin Staps, musiche di Robin Staps, Paul Seidel, Loïc Rossetti e Mattias Hägerstrand.
1. Cambrian II: Eternal Recurrence – 7:51

## Formazione
Hanno partecipato alle registrazioni, secondo le note di copertina di Phanerozoic I: Palaeozoic:
Gruppo
- Loïc Rossetti – voce
- Paul Seidel – batteria, organo
- Mattias Hägerstrand – basso
- Peter Voigtmann – sintetizzatore, campionatore
- Robin Staps – chitarra, organo, arrangiamento
- David Ramis Åhfeldt – chitarra aggiuntiva

Produzione
- Robin Staps – produzione, registrazione chitarre e basso, ingegneria del suono aggiuntiva
- Julien Fehlmann – registrazione batteria
- Chris Edrich – registrazione chitarre e basso, ingegneria del suono aggiuntiva
- David Åhfeldt – registrazione chitarre e basso
- Dalai Theofilopoulou – registrazione chitarre e basso
- Peter Voigtmann – registrazione sintetizzatore
- Jens Bogren – missaggio
- Tony Lindgren – mastering